# Historia gier komputerowych (piąta generacja)
W historii gier komputerowych, 5 generacja konsol gier wideo, znana take jako era 32-bitówców, era 64-bitowców lub era 3D odnosi się do okresu w którym dostępne były 32-bitowe lub 64-bitowe konsole, a rynek zdominowały modele Sony PlayStation (1994), Sega Saturn (1994) i Nintendo 64 (1996). 5 generacja odnosi się także do modeli 3DO, Atari Jaguar oraz nowych generacji konsoli Game Boy: Game Boy Color i dostępnej tylko w Japonii Game Boy Light. Okres rywalizacji pomiędzy producentami tych urządzeń nazywany jest wojną konsol. Największą popularnością cieszyło się PlayStation, sprzedając się w ponad 100 milionach egzemplarzy.
Liczba bitów w tej erze była swego rodzaju reklamowaniem technologii użytej przy produkcji konsoli. Najbardziej znaną konsolą pod tym względem jest Nintendo 64. Liczba „bitów” podawana w nazwach konsoli odnosiła się do wielkości słowa maszynowego, na którym operuje procesor konsoli i używana była przez reklamodawców jako „pokaz mocy”. Jednakże stosunkowo prosto było zwiększać wielkość słów maszynowych poza te 32 czy 64 bity – wydajność konsoli zależy od wielu czynników, jak na przykład szybkości zegara procesora, przepustowości czy wielkości pamięci operacyjnej.
Era 32- i 64-bitowców była również okresem wzrostu popularności emulatorów konsoli oraz aktywności graczy na scenie moddingowej. Jedno z pierwszych tłumaczeń fanowskich, tłumaczenie gry Final Fantasy V, wydane zostało właśnie w tej erze. Tłumaczenie tej gry uważane jest za główny czynnik spopularyzowania następnych części gier Final Fantasy w Stanach Zjednoczonych. Z powodu zwiększenia popularności obrazy ROM na konsole NES i SNES rozeszły się po Internecie i łatwiej było je znaleźć podczas szóstej generacji niż ery 32- i 64-bitowców.

## Historia

### Przejście do trójwymiaru
Era 32- i 64-bitowców najbardziej znana jest ze wzrostu popularności gier prezentowanych w pełnym trójwymiarze. Ponieważ gry te oferowały nową jakość, ta era została przez nie zdominowana, usuwając w cień tradycyjne gry dwuwymiarowe er 16- i 8-bitowej. Super Mario 64 na Nintendo 64 i Tomb Raider na Saturn, a później również na PlayStation, były najlepszymi tego przykładami. Reklamowane były jako jedne z pierwszych w pełni trójwymiarowych gier na konsole.

### Niezadowolenie starszych graczy
Wraz ze wzrostem popularności trójwymiarowych gier narodził się termin używany przez starszych graczy: „new school” gaming (granie „nowej szkoły”). Najczęściej używany jako określenie pejoratywne, odnoszące się do graczy grających w gry, ich zdaniem, pozbawione grywalności. Mówili oni, że młodsi gracze nastawiają się na nowinki techniczne w grach, a nie na same gry. Wielu krytyków, z których niektórzy zaczęli nazywać siebie old school gamerami (gracze staroszkolni), nazwali tę erę „rewolucją przemysłu” gier komputerowych i niewzruszenie mówili, że gry na konsole SNES były ciekawsze od tych w erze 32- i 64-bitowców (i idąc dalej również od tych dostępnych dzisiaj). Jedną z fundamentalnych różnic pomiędzy graczami staro- i nowoszkolnymi to nastawienie się tych drugich na bardziej rzeczywistą animację postaci z gier (która była już wykonana w grze Prince of Persia, lecz większe znaczenie miała animacja w pełnym trójwymiarowym środowisku, czyli w grach typu Tomb Raider czy Tekken) zamiast szybszej dwuwymiarowej gry akcji podobnej do kreskówki z tytułami, takimi jak Super Mario World czy Sonic the Hedgehog.
Inną fundamentalną zmianą było rozpowszechnienie technologii CD-ROM, która pozwoliła na dołączenie bardziej zawiłej fabuły do gier komputerowych. Krytycy mówili, że producenci zajmą się rozwijaniem fabuły zamiast grywalnością gier.

### Wojny konsolowe
Era 32- i 64-bitowców była głównym okresem trwających do teraz „wojen konsolowych” pomiędzy producentami konsoli.
"Wojny konsolowe” to określenie na prześciganie się w informowaniu konsumenta o zaletach własnej konsoli i wadach rywali. Z powodu czasu, który upływał na tworzeniu konsoli, wzrastały oczekiwania konsumentów. Jednocześnie konsumenci byli pozostawieni jedynie na porównywanie spekulowanych zalet i wad konsoli. Wiele wydarzeń i informacji było tworzonych dla zmylenia klientów, zmniejszając tym samym ich zaufanie do firm produkujących konsole.
- Pomimo dużego wsparcia od producentów gier, cena początkowa 3DO Interactive Multiplayer, wynosząca 700 dolarów, spowodowała, że nie zyskała ona dużej popularności.
- Sega 32X, upgrade Mega Drive/Genesis i Sega [Mega-]CD, który wprowadzał na powyższe konsole architekturę 32-bitową, został wydany rok przed wydaniem konsoli Saturn. Gracze, którzy zakupili 32X, byli niezadowoleni z posunięcia Segi, ponieważ gdy została wydana konsola Sega Saturn, 32X stracił popularność. Ta pomyłka jest uznawana za jedną z przyczyn porzucenia przez koncern tworzenia konsoli, a zajęcia się tworzeniem gier.
- Atari Jaguar został wydany w 1993, mając dobry start. Jednakże liczba dobrych gier na tę platformę okazała się bardzo mała (wartymi odnotowania są głównie Tempest 2000, Wolfenstein 3D, Doom i Alien vs. Predator). Również użyta w nim architektura 64-bitowa okazała się kontrowersyjna, a wydany dodatkowo do konsoli napęd CD, dostępny był tylko w 20 tysiącach egzemplarzy[2].
- Czasopisma o grach cały czas porównywały specyfikacje sprzętowe wszystkich konsoli, używając niepewnych statystyk. Producenci konsoli zazwyczaj podawali teoretycznie najwyższe wartości renderowania obiektów trójwymiarowych, nie wliczając w nie czasu potrzebnego dla sztucznej inteligencji, oświetlenia czy mapowania tekstur.

Na koniec Atari, mające problemy, zostało wykupione przez JT Storage (a później Infogrames) i przestało tworzyć sprzęt do gier.

### CD kontrakartridż
Podczas ery 32- i 64-bitowców Nintendo podjęło pewnego rodzaju kontrowersyjną decyzję, robiąc z Nintendo 64 konsolę wykorzystującą kartridże. Nintendo broniło się, mówiąc, że dzięki temu gry będą miały krótszy czas uruchamiania niż gdyby były wydawane na płytach CD oraz że utrudnia to piractwo gier. Korzyści jednak też były niepewne, ponieważ produkcja kartridżów była dużo droższa od produkcji płyt CD. Wtedy praktycznie wszyscy producenci konsoli zaczęli wykorzystywać nową technologię napędów CD-ROM, a wielu producentów zaczęło produkować gry na Sony PlayStation. Spowodowało to małą wojnę pomiędzy graczami. „Wojna nośników” była dodatkowo pobudzana przez oświadczenia samych prezesów firm. Jeden z magazynów Nintendo pokazał statek kosmiczny (kartridż) obok ślimaka (płyty CD) i wezwał konsumentów do „zdecydowania”, który jest lepszy.
Debata między zwolennikami kartridżów a płyt CD doszła do niesławnego finału, wydania gry Final Fantasy VII na konsolę PlayStation. Pomimo tego, że wszystkie poprzednie sześć części Final Fantasy zostało wydanych na konsole Nintendo, producent serii, Square (teraz znany jako Square Enix), zdecydował się wydać Final Fantasy VII na konsolę Sony. W odpowiedzi na to prezes Nintendo publicznie oświadczył, że Nintendo nie potrzebuje gier Square, ponieważ „gry firmy Square były słabe i powolne, a gracze nie chcą grać w gry słabe i powolne”. Ta wypowiedź spowodowała masową falę krytyki zwróconą w stronę Nintendo i jej konsoli na kartridże.

### Piąta generacja gier w Polsce
Pierwszym sprzętem była Amiga CD32, zaprezentowana 12 sierpnia 1993 roku przez Biuro Przedstawicielskie Commodore w Polsce, czyniąc z Polski trzeci kraj w kolejności na świecie. Pomimo dość wysokiej ceny startowej, sprzęt zaczął zyskiwać sporą popularność po upadku przedsiębiorstwa Commodore, kiedy to sklepy zaczęły sprzedaż konsoli i oprogramowania po okazyjnych cenach. Rosnąca liczba użytkowników spowodowało uaktywnienie się wielu krajowych inicjatyw jak produkcja akcesoriów np. Elsat CD32 ProModule czy PowerCD oraz programów. Po wyczerpaniu zapasów, legalna sprzedaż została wznowiona jesienią 1995 roku, gdy Escom AG przejął światowe aktywa Commodore. Następnym systemem był Atari Jaguar, dystrybuowany od grudniu 1994 roku wraz z grą Cybermorph w zestawie, przez ATAR System, Consumer Electronics Trade a od maja 1995 również Mirage Media. Konsola otrzymała dużą reklamę w części czasopism, wiele specjalnych zestawów oraz nietypowe oferty zakupu jak np. abonament na gry, co było odpowiedzią na wysoką cenę urządzenia i gier. W czasie premiery była to jedyna gra telewizyjna na terenie Polski posiadająca oficjalne świadectwo homologacji, świadczące o niezakłócaniu innych urządzeń radiowo-telewizyjnych. W październiku 1995, wydano napęd Jaguar CD, natomiast podstawowa konsola po raz pierwszy staniał a w marcu 1996 roku, po raz drugi. Według Tomasza Mazura prezesa Mirage, konsola jak na swoje czasy nie była w kraju ani porażką ani sukcesem a dużo zależało od globalnych błędów Atari. Kolejną konsolą było 3DO, które trafiło do Polski w marcu 1995 roku przez dystrybutora Discomp, ponieważ polskie oddziały Panasonic i Goldstar nie był zainteresowane sprzedażą. Cena modeli od tych dwóch producentów była bardzo wysoka, nie odstępując od zagranicznych standardów.
1 stycznia 1996 przedsiębiorstwo Lanser jako pierwsze w Europie Środkowo-Wschodniej dostało autoryzację na sprzedaż Sony PlayStation a jego głównym konkurentem została od 1 marca 1996 roku, Sega Saturn, której dystrybutorem od targów Play Box 96 był Bobmark International. O ile ceny gier były podobne dla obydwu systemów, to PSX był droższy od Saturna. Na Play Box 96 było także obecne Sony Poland, które choć początkowo nie było zainteresowania sprzedażą sprzętu, rozpoczęło promocje konsoli i przejęło dystrybucję pod koniec czerwca 1996 roku, obniżając cenę. W tym samym czasie, przedsiębiorstwo Bobmark w ramach specjalnej promocji obniżyło koszt jeszcze bardziej oraz zaoferowało nowy zestaw z grą Daytona USA. Sony nadgoniło tą cenę dopiero we wrześniu. Ponadto, systemy Segi były promowane przez pierwsze parę miesięcy w popularnym programie telewizyjnym Escape. Przez pierwszy rok, oba systemy cechowały się dużą akcją promocyjną oraz podobnymi cenami i liczbą sprzedanych egzemplarzy. Jednak wraz ze wzrostem piractwa na konsoli Sony oraz coraz większymi, globalnymi problemami Segi, polskie przedsiębiorstwo postanowiło jesienią 1997 roku, wycofać się z dalszej promocji Saturna. Dystrybucję przejęło na początku października przedsiębiorstwo Lanser, wcześniej wprowadzające sprzęt Sony na rynek. Nową cenę ustalono na poziomie PSX a za darmo dodano specjalny kontroler Voyager. 1 marca 1997 roku, Entertainment Systems Poland uruchomiło sprzedaż Nintendo 64, tego samego dnia co Europa Zachodnia, przez kolejne miesiące obniżając ceny aby nadgonić konkurencję. Ceny gier ze względu na nośnik były bardzo wysokie, jednak system był promowany zamiast Saturna we wspomnianym wcześniej programie Escape. W tym czasie Sony Poland rozpoczęło aktywną walkę z pirackimi „tłokami” oraz szarym importem. Aby zwlaczyć fałszywki wprowadzono serię Platinum, czyli kolekcję klasycznych gier w cenie niżej niż zwykłe gry.
Na rynku konsol przenośnych wciąż dominowało Nintendo a miejsce starego modelu, przejmował nowy Game Boy Color, wydany 7 grudnia 1998 roku. Virtual Boy, choć w Europie się nie pojawił, to był jedną z atrakcji na licznych targach gier. Inną alternatywą były importowane w pojedynczych sztukach konsole PocketStation z Japonii oraz Game.com lub Sega Nomad z USA, jednak ich cena nie była zachęcająca.
Piąta generacja gier była czasem normalizacji rynku konsolowego w Polsce. Powstały wtedy pierwsze magazyny wyłącznie o konsolach jak Neo lub Oficjalny Polski PlayStation Magazyn.

## Konsole piątej generacji

### Konsole stacjonarne

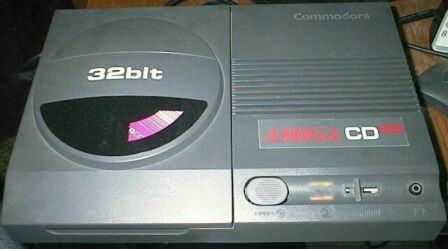
Commodore Amiga CD32 1993-1994: Europa, Kanada, Polska
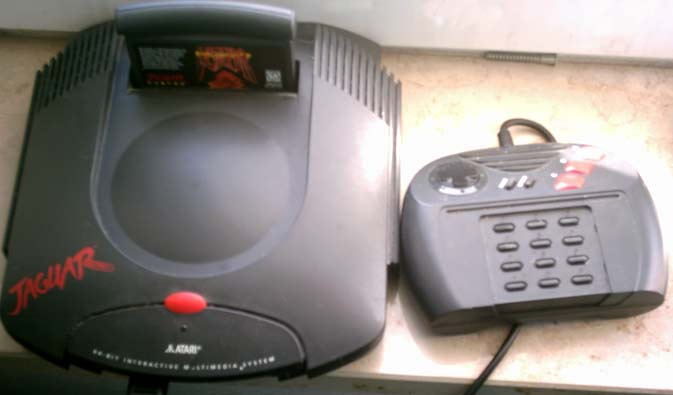
Atari Jaguar 1993-1996: USA 1994[13]-1996: Europa, Japonia, Polska
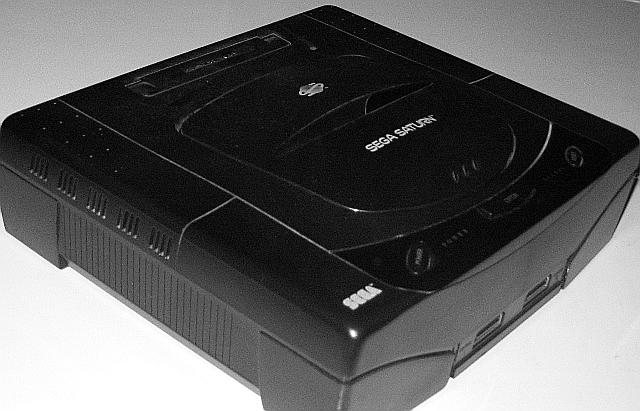
Sega Saturn 1994-1999: Japonia 1995-1998 USA, Europa 1996[24]-1998: Polska
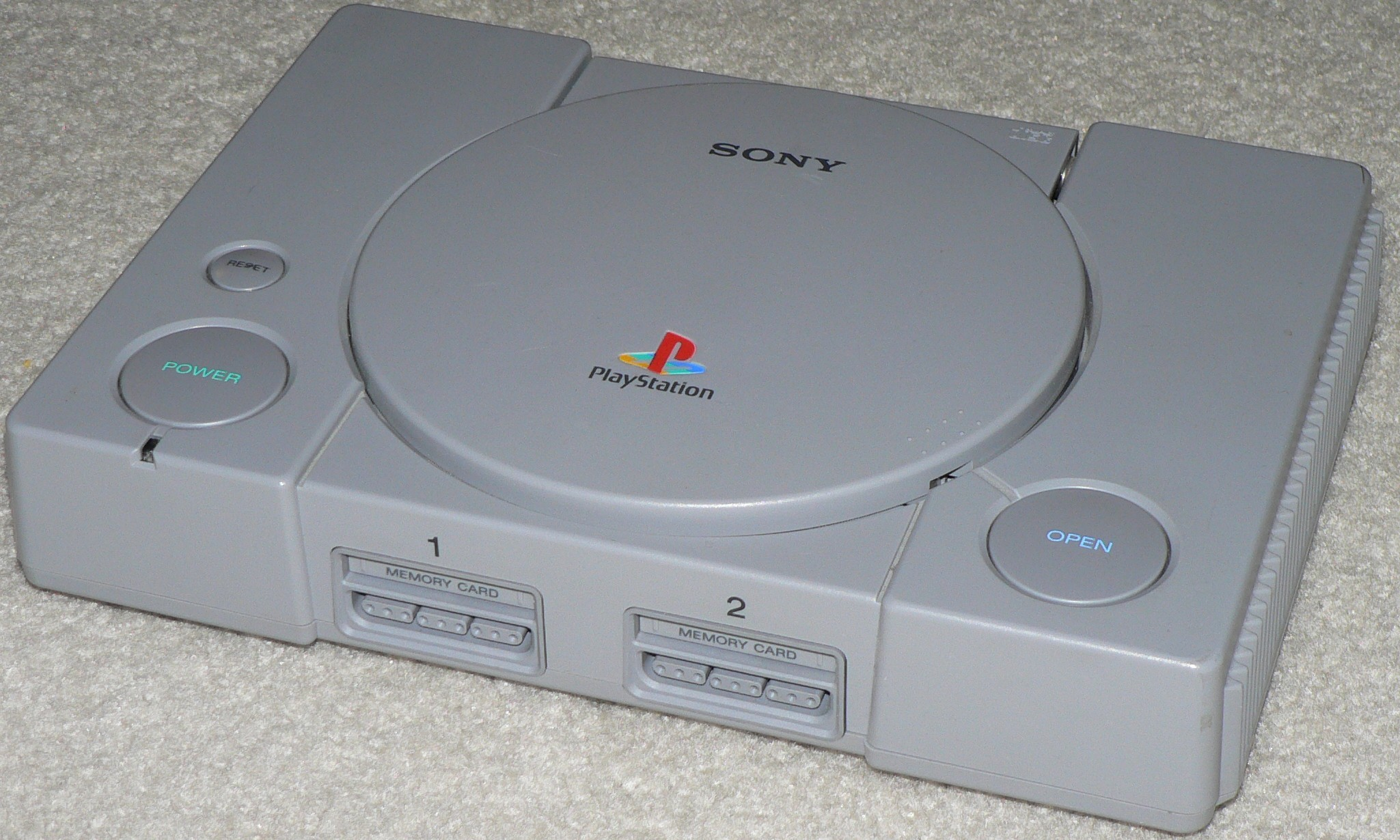
Sony PlayStation 1994-2006: Japonia 1995-2006: USA, Europa 1996[22]-2006: Polska
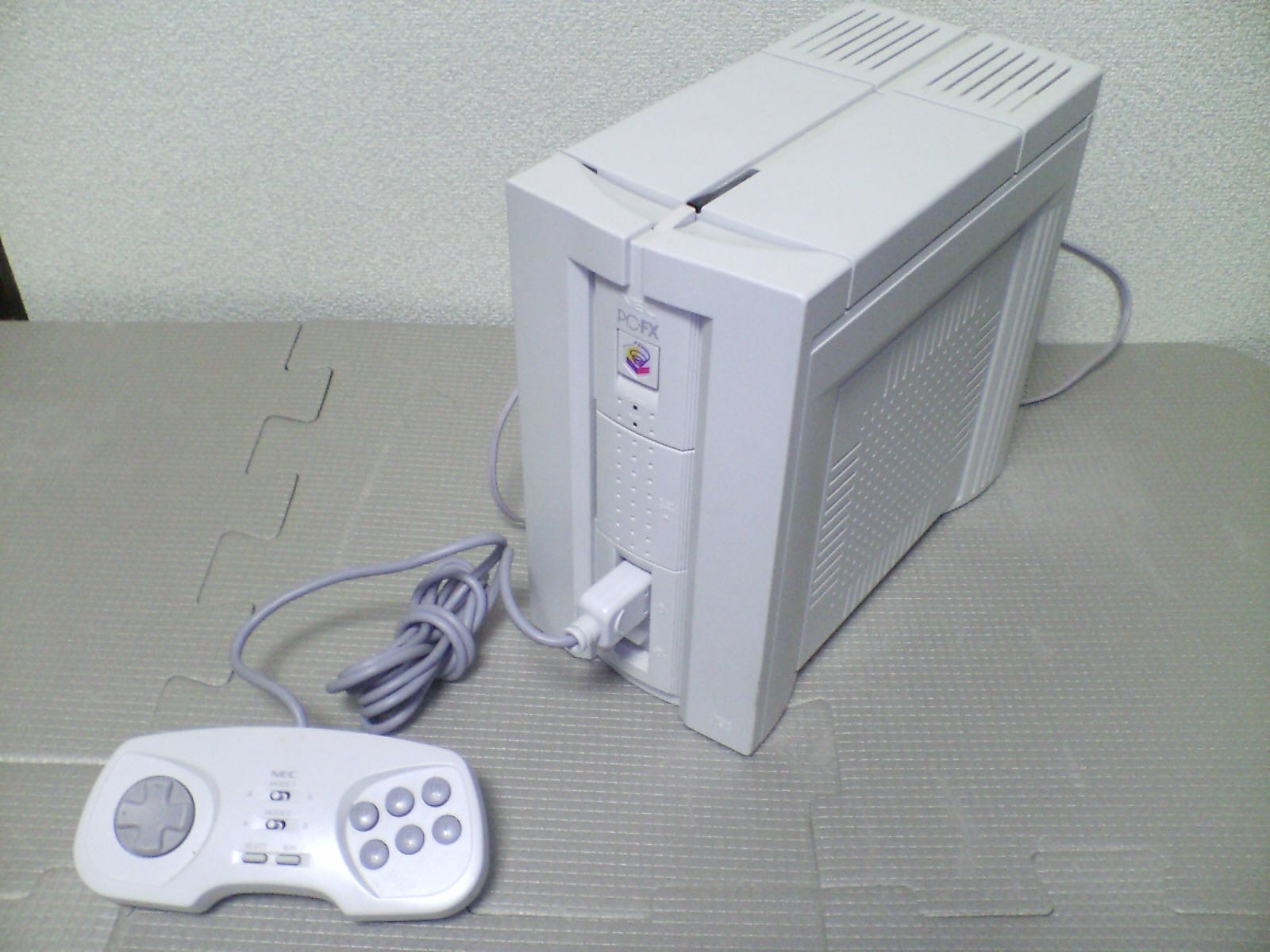
PC-FX 1994-1997: Japonia
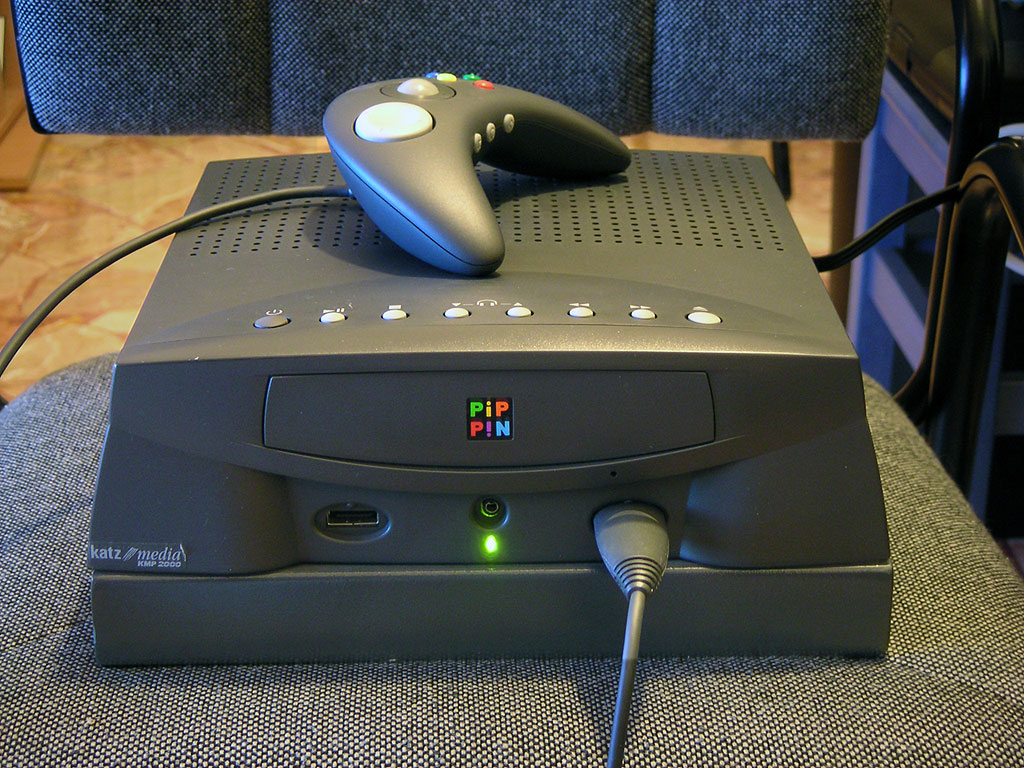
Bandai Pippin 1995-1997: Japonia 1996-1997: USA
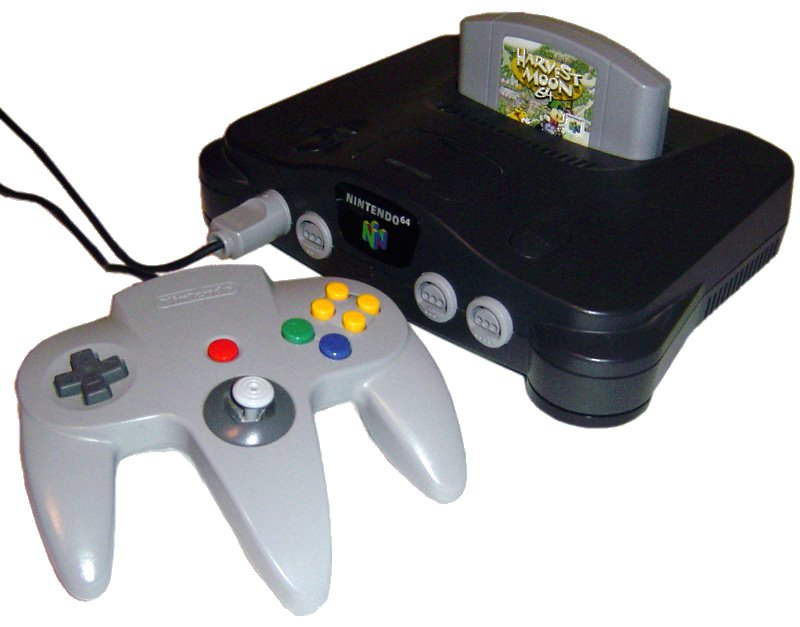
Nintendo 64 1996-2002: Japonia 1997-2003: Europa, USA, Polska
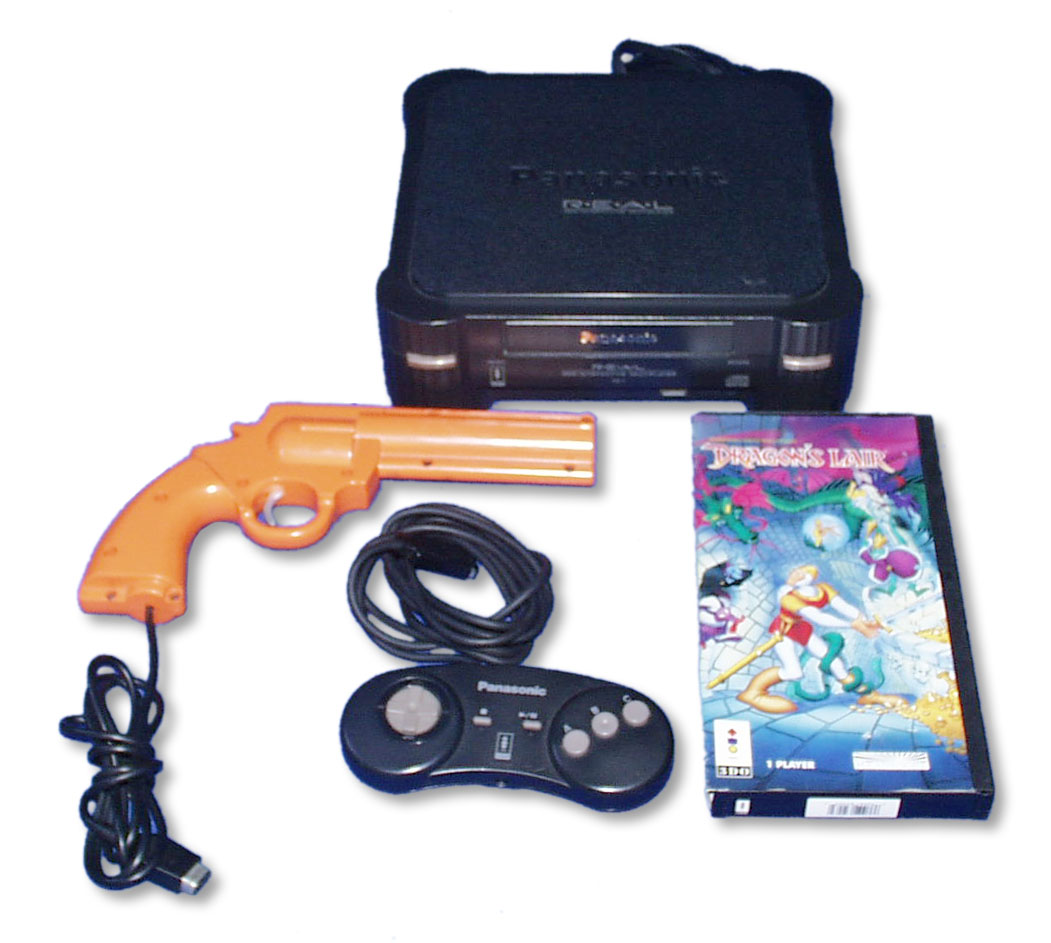
3DO Interactive Multiplayer 1993-1996[42]: USA 1995[20]-1996: Polska
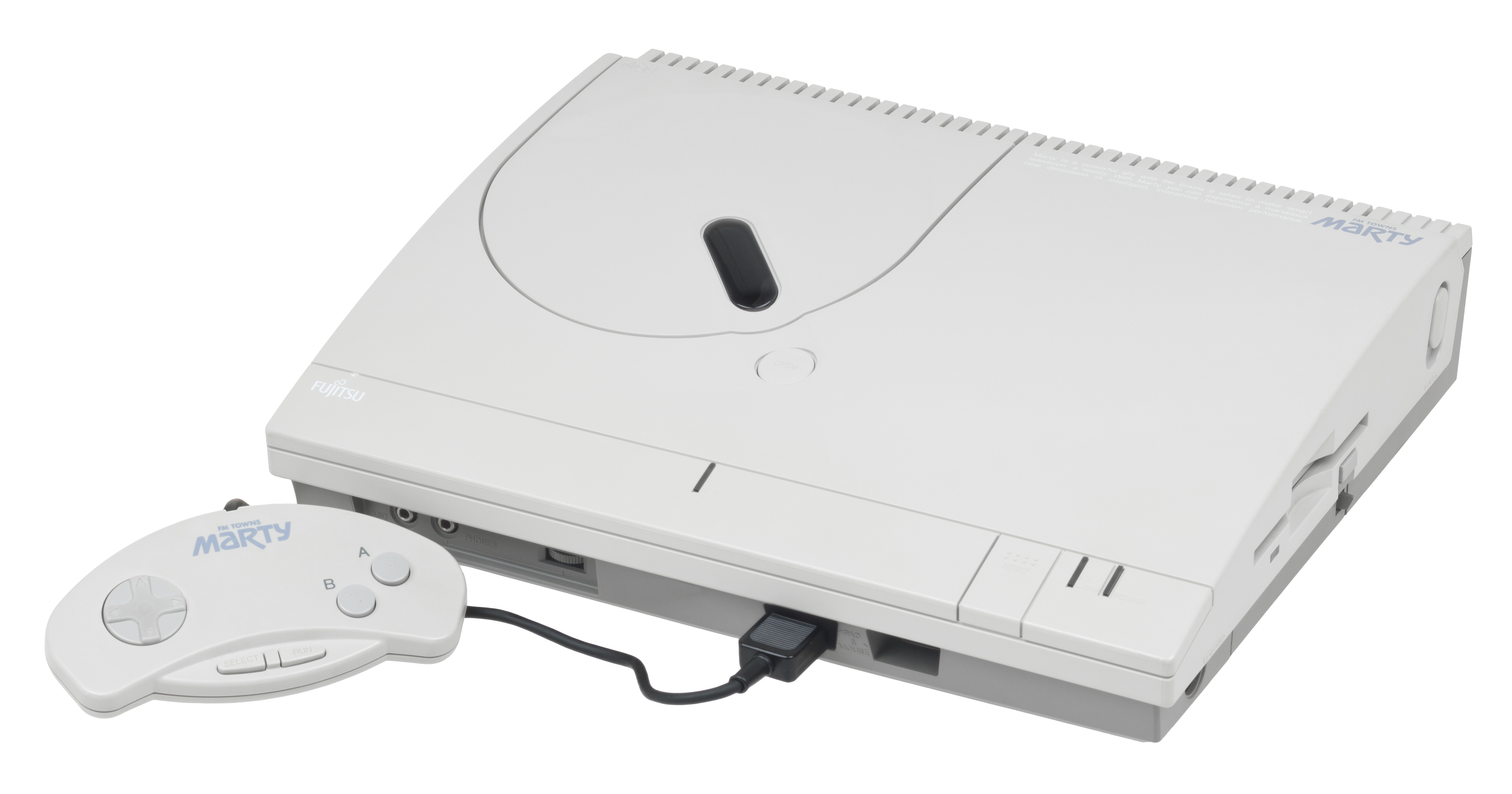
FM Towns Marty 1993-1995

### Przenośne konsole

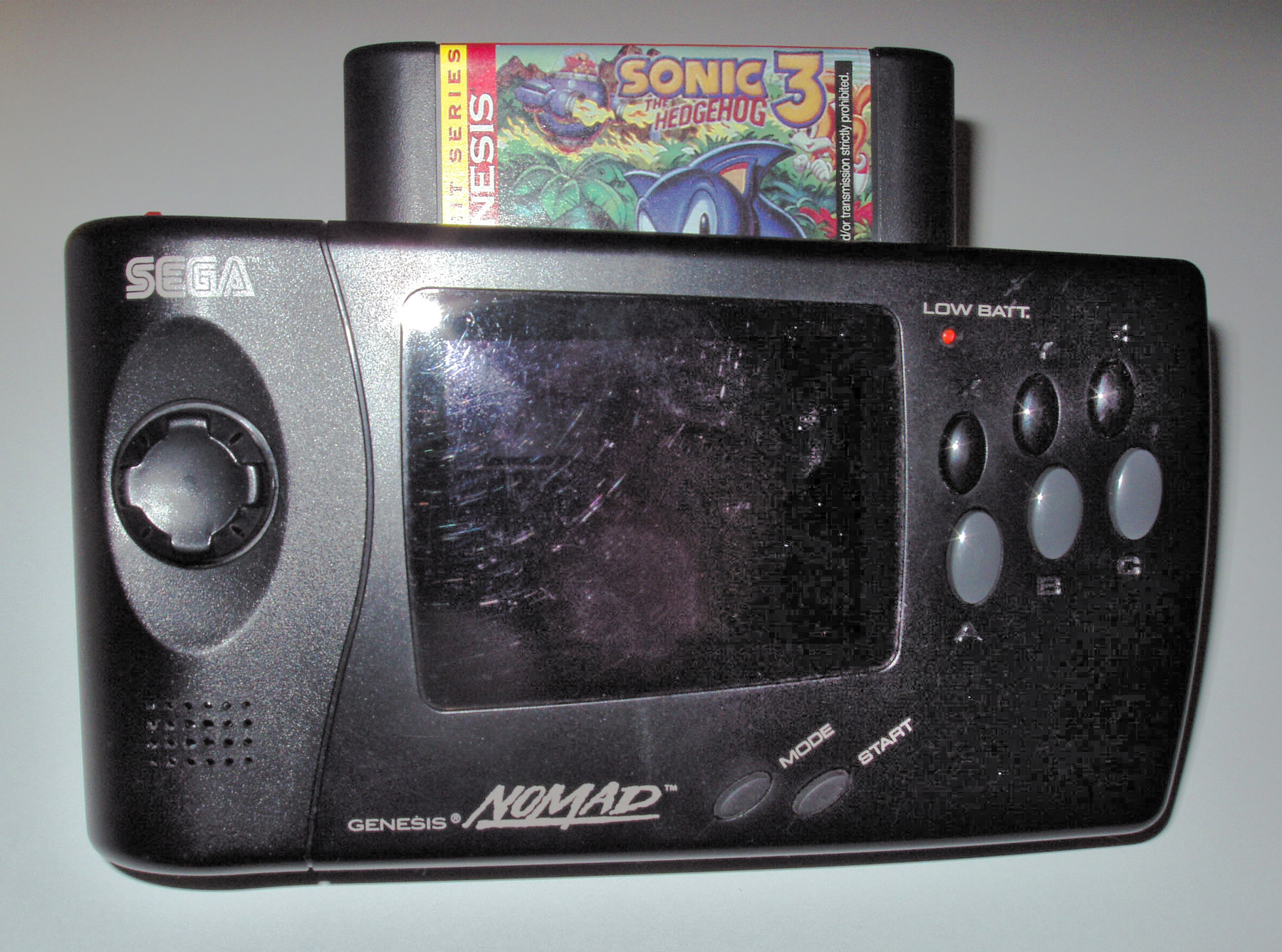
Sega Nomad 1995-1999 USA
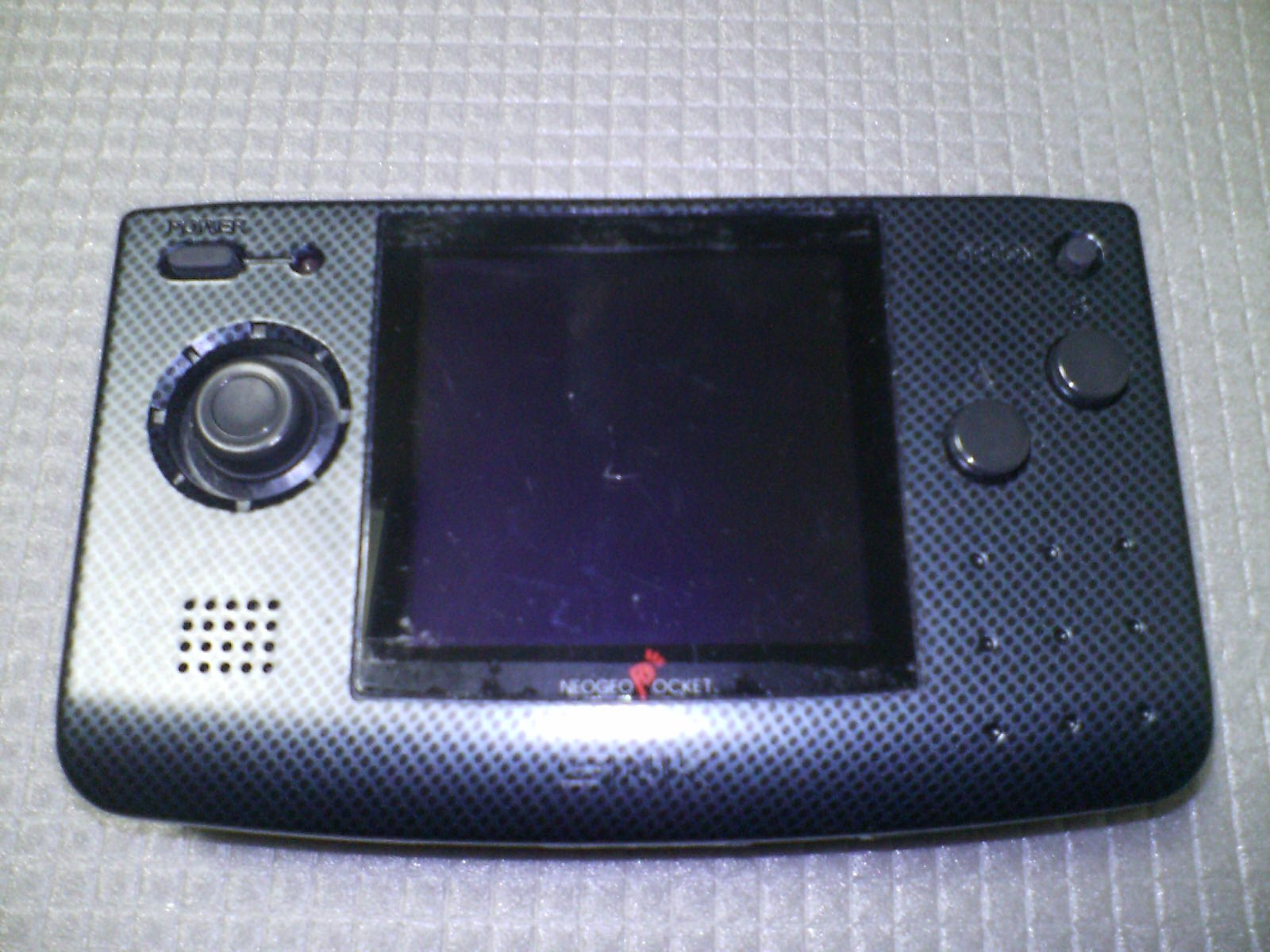
Neo Geo Pocket 1996-1998 Japonia
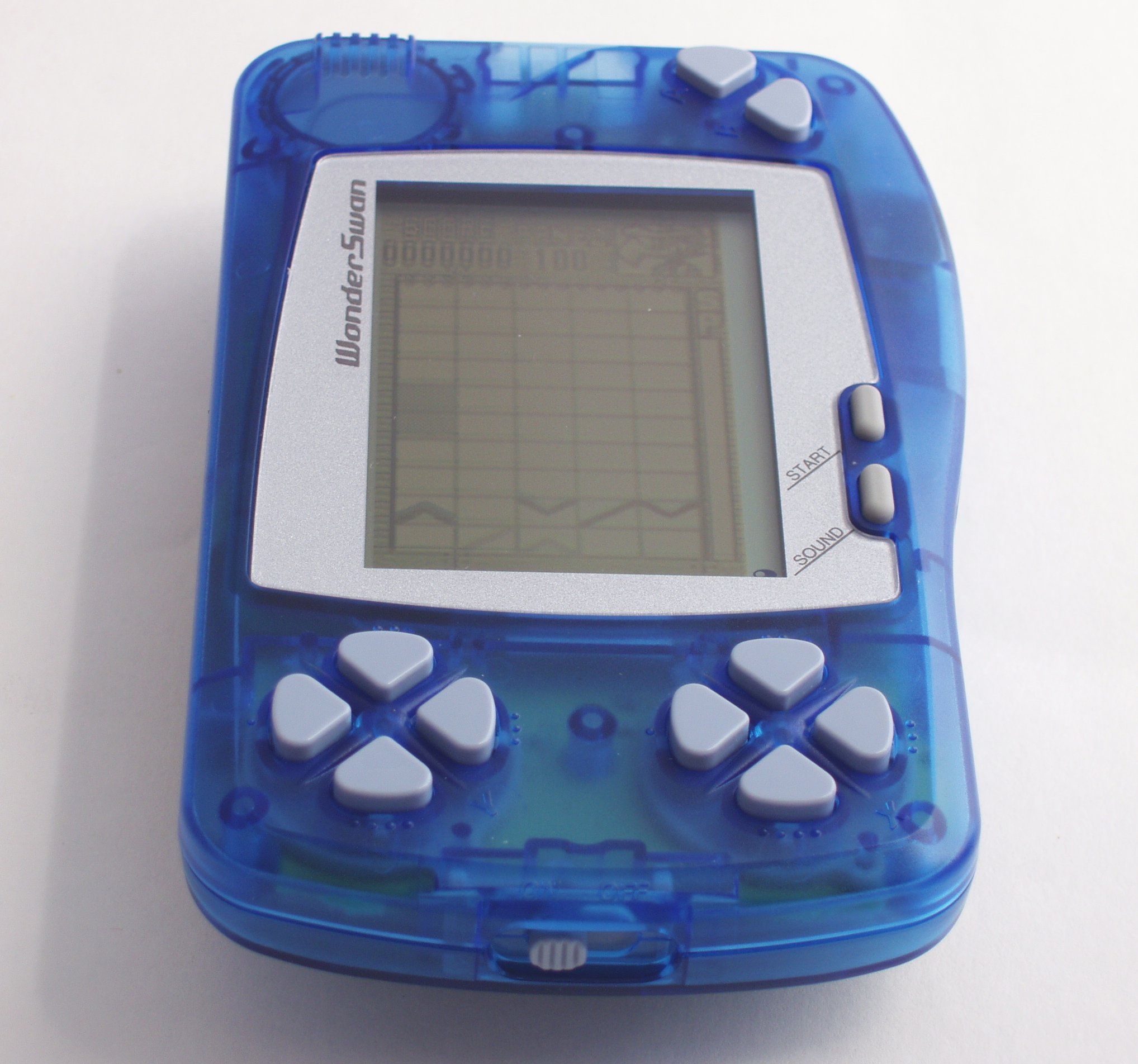
Wonderswan 1997-2000 Japonia
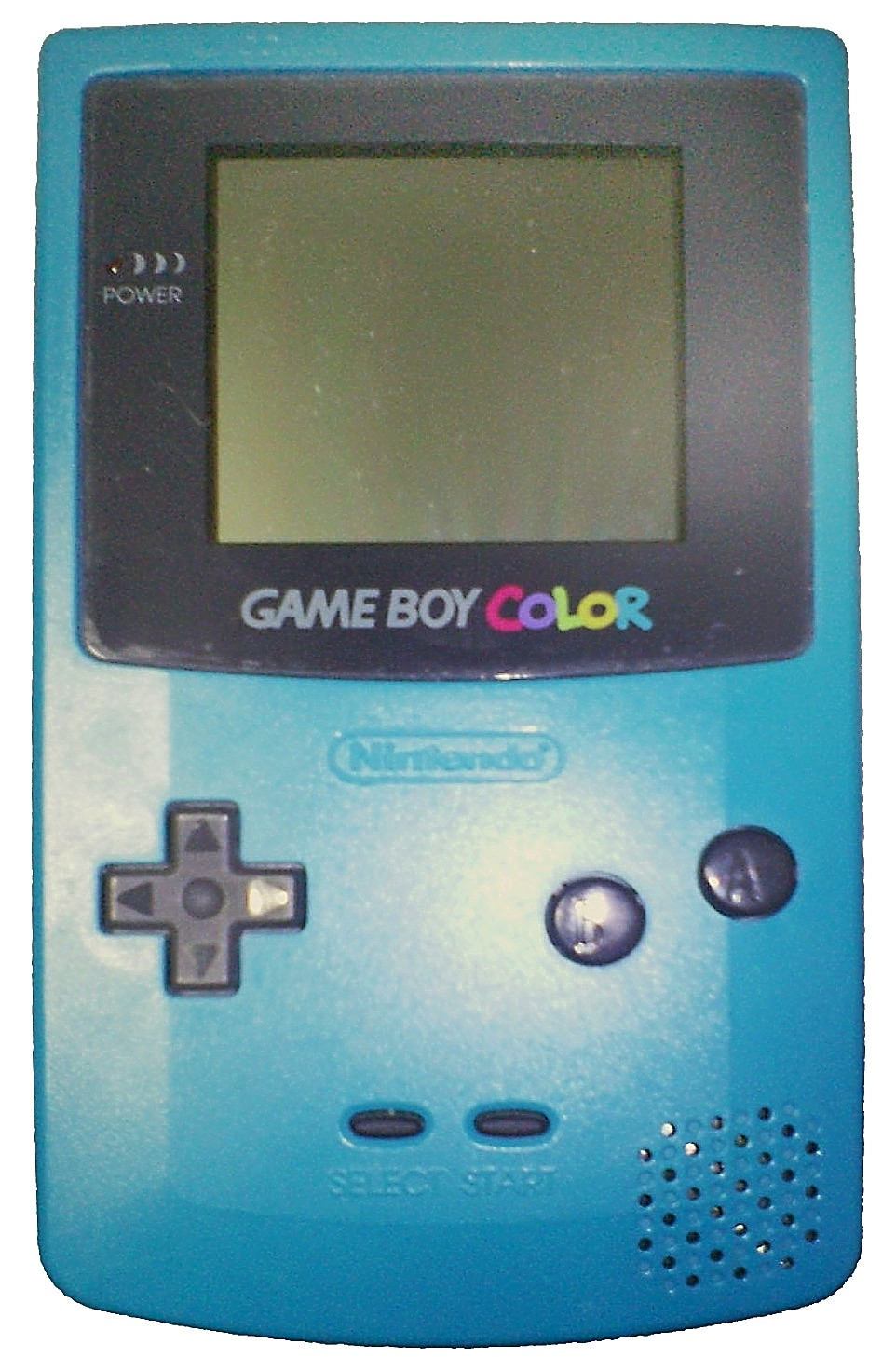
Game Boy Color 1998-2003
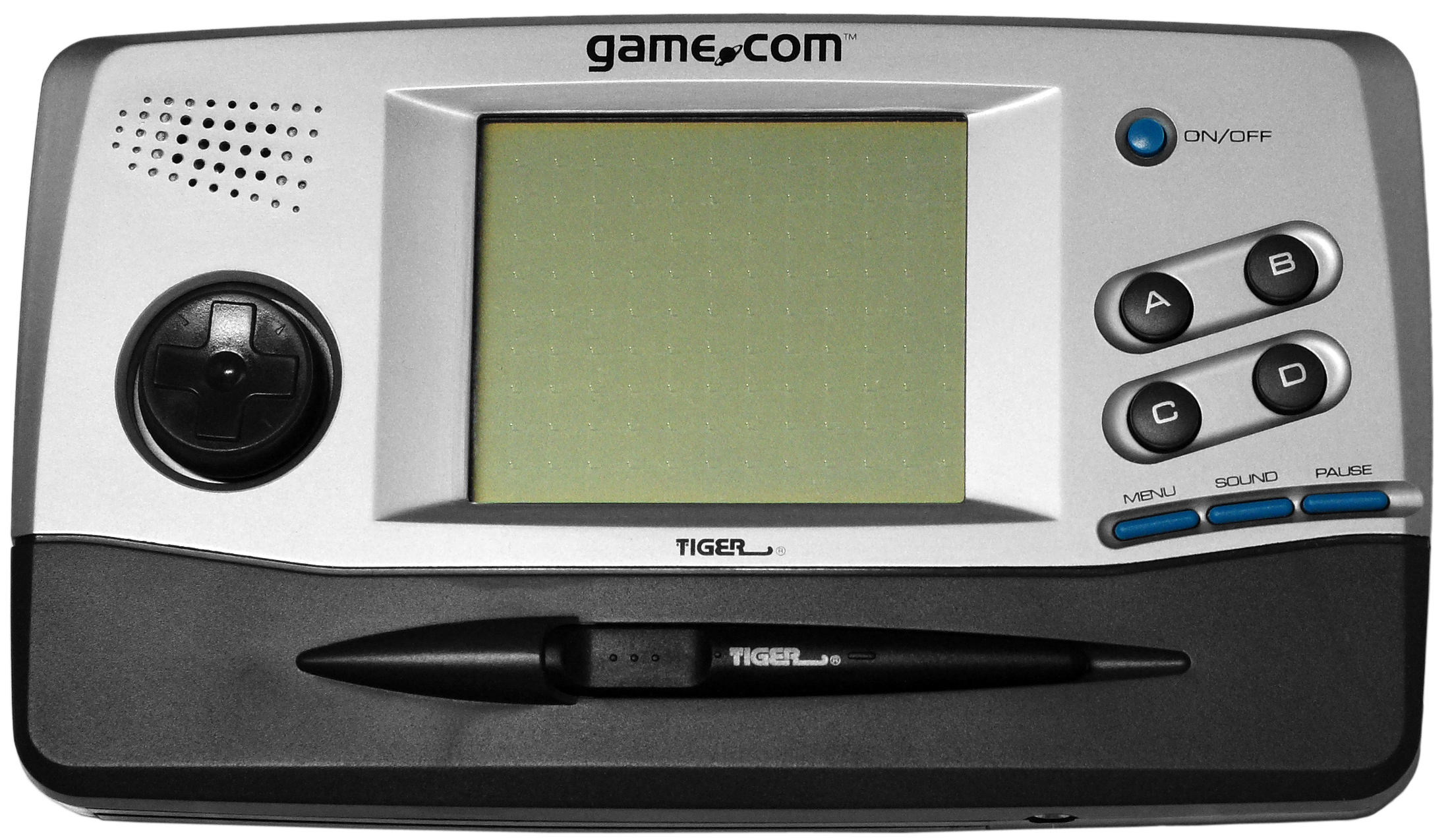
Game.com 1997-2000 USA
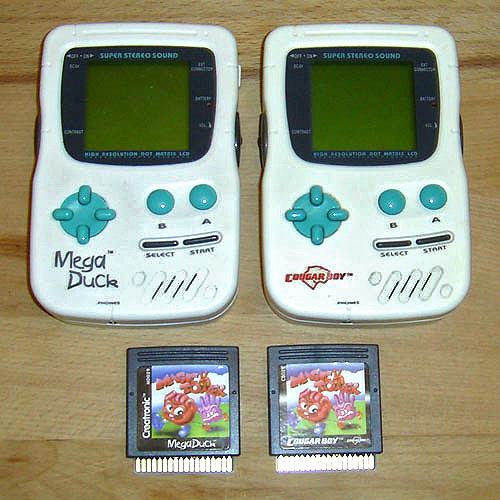
Mega Duck/Cougar Boy 1993
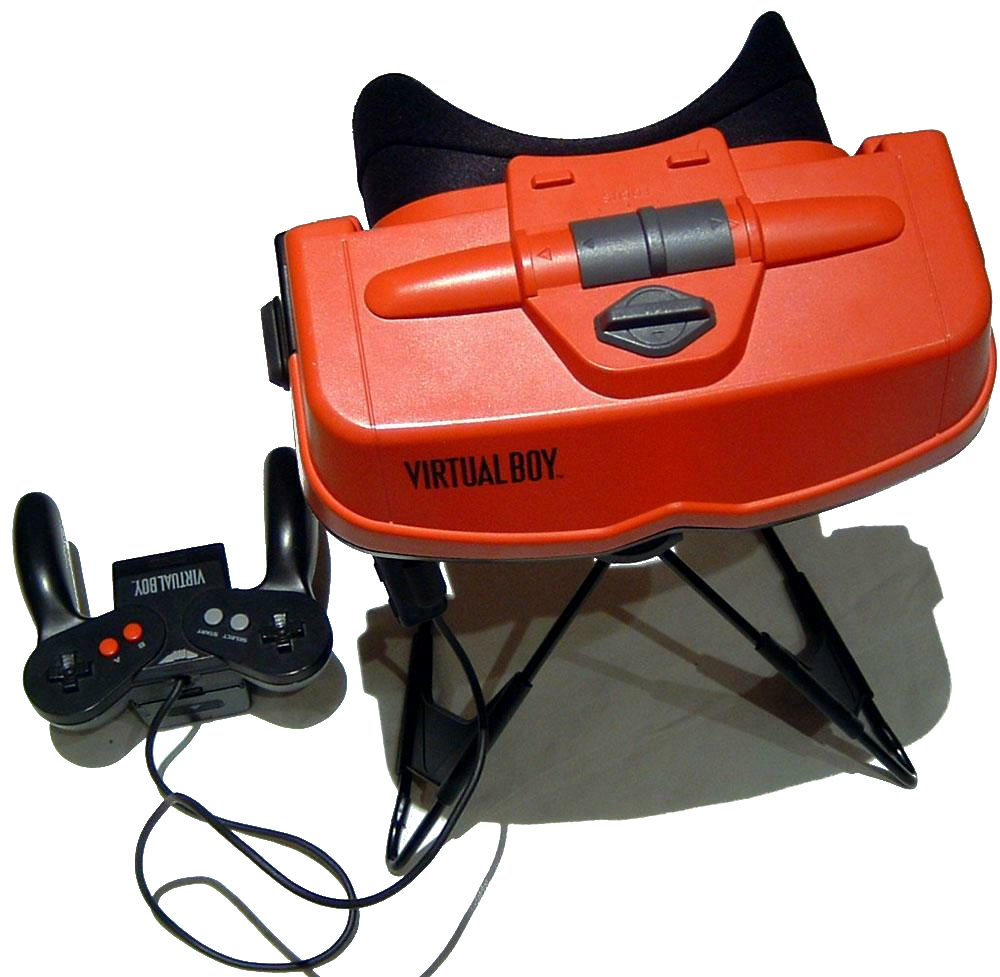
Virtual Boy 1995-1996: Japonia, USA

### Rozszerzenia konsol

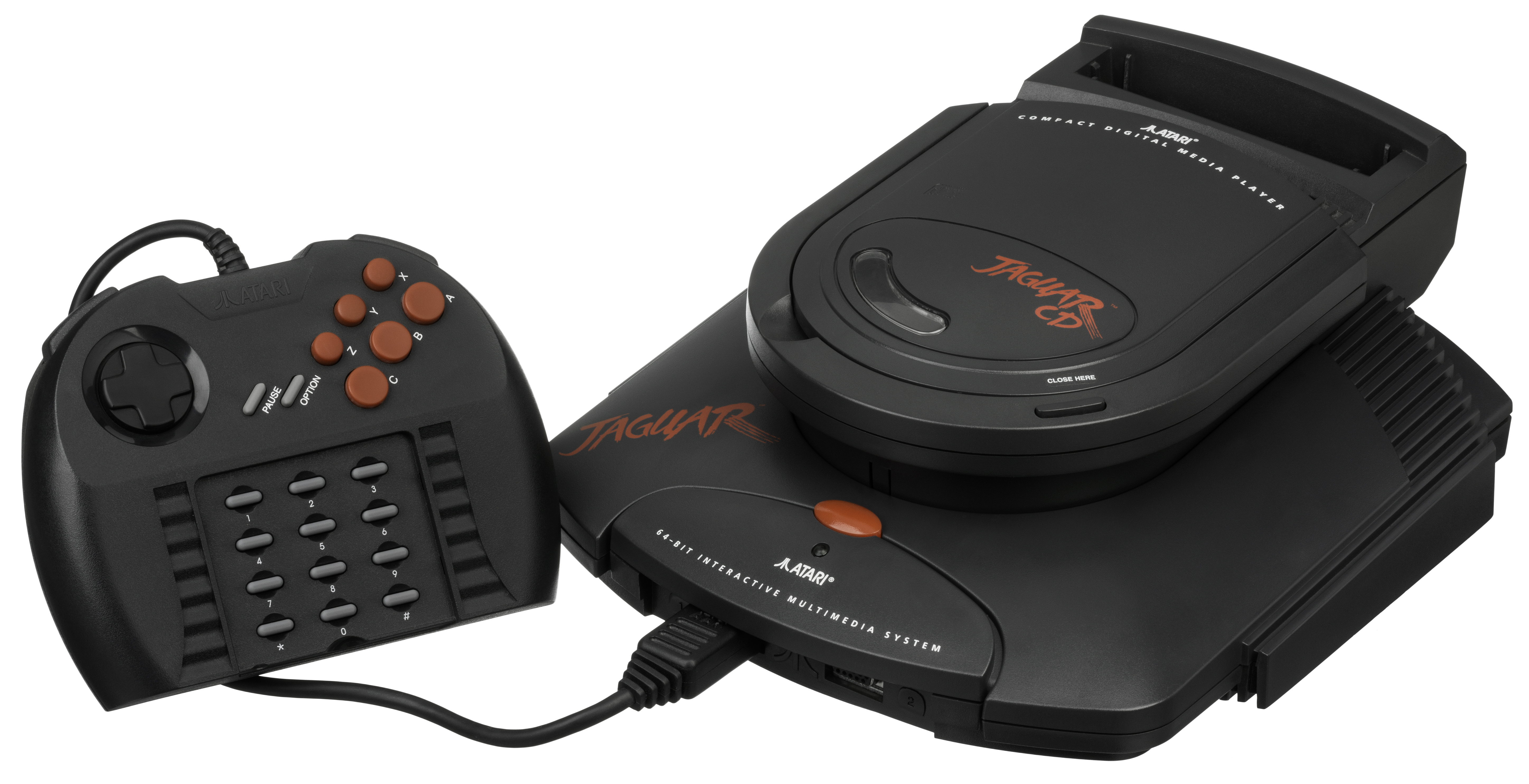
Atari Jaguar CD 1995-1996
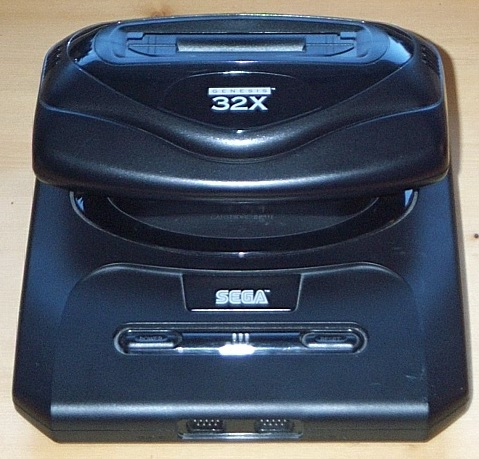
Sega 32x 1994-1996: Japonia, USA 1994[44]-1996: Europa 1995[32]-1996 Polska
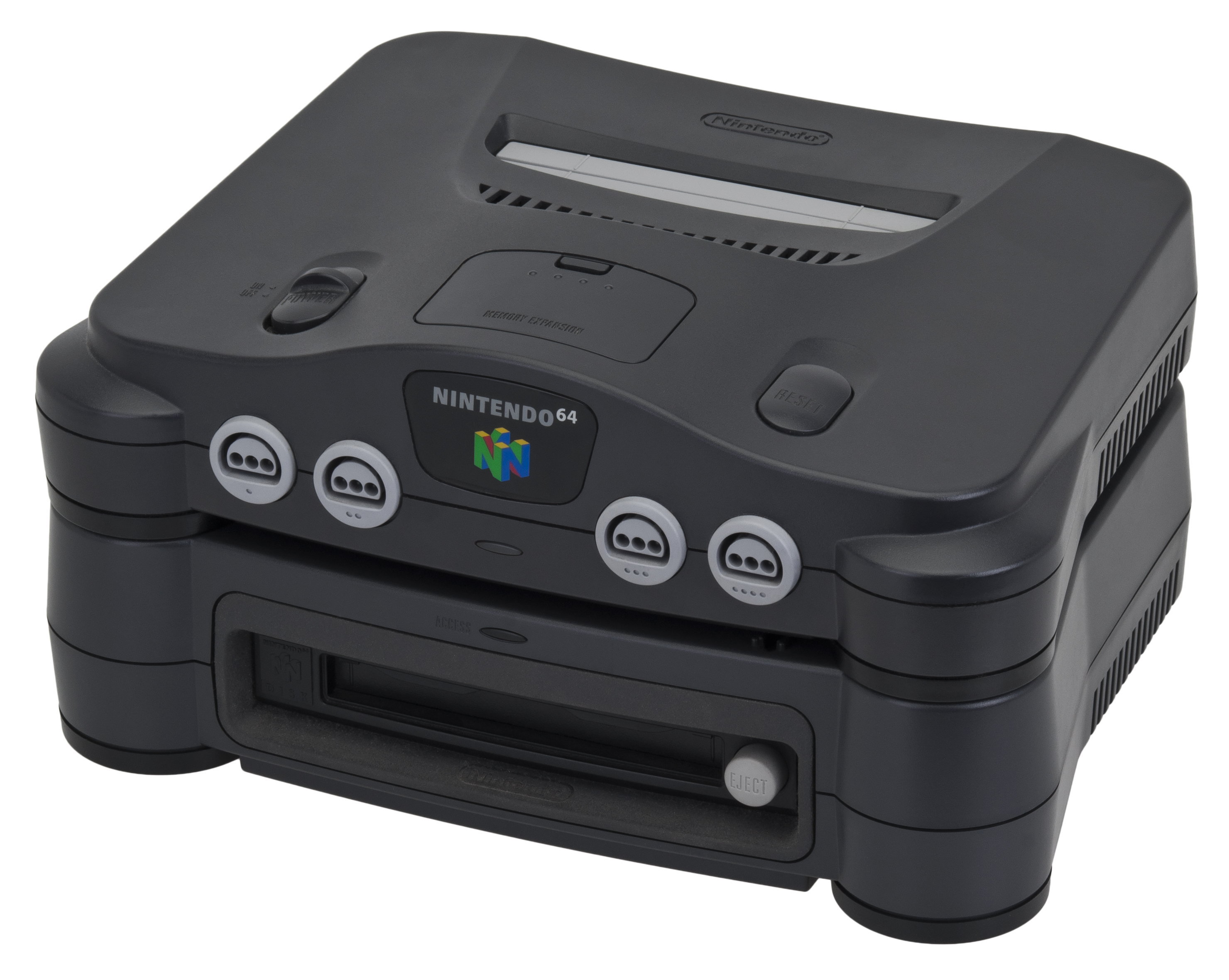
Nintendo 64DD 1999-2001: Japonia

## Serie gier zapoczątkowane w tej generacji
| - 1080° Snowboarding - Ace Combat - Arc the Lad - Armored Core - Atelier Iris - Baldur's Gate - Banjo-Kazooie - Bug! - Clockwork Knight - Colony Wars - Conker - Crash Bandicoot - Cruis'n USA - Daytona USA - Dead or Alive - Diablo - Dino Crisis - Doom - Doshin the Giant - Doubutsu no Mori (Animal Forest) - Dynasty Warriors - Extreme G - Gex | - Grand Theft Auto - Gran Turismo - Growlanser - Guilty Gear - House of the Dead - Kangurek Kao - Legend of Legaia - Medal of Honor - Mario Party - MediEvil - Mega Man Legends - Metal Gear Solid - NiGHTS Into Dreams - Need for Speed - Panzer Dragoon - Paper Mario - Perfect Dark - Persona - Pokémon - Quake - Rayman - Resident Evil - Ridge Racer - Grandia | - San Francisco Rush - Silent Hill - Spyro the Dragon - Star Wars Rogue Squadron - Suikoden - Super Smash Bros. - Syphon Filter - Tekken - ToHeart - Tom Clancy’s Rainbow Six - Tomb Raider - Tony Hawk’s - Twisted Metal - Turok - Unreal - Vagrant Story - Virtua Cop - Virtua Fighter - Wild ARMs - wipEout - WWE - Xenogears |

## Tytuły uznawane za kamienie milowe
- Doom, gra, która spowodowała spopularyzowanie gatunku first-person shooterów i która doczekała się następnych części i dedykowanego filmu.

- Super Mario 64 była pierwszą grą wydaną na Nintendo 64. Pozwoliła udowodnić, że kontrolery analogowe są właściwie niezbędne do trójwymiarowych wypierając D-pady.

- Final Fantasy VII, pierwsza gra z serii Final Fantasy wykorzystująca technikę full motion video (FMV). Otworzyła rynek amerykański na gry RPG tworzone w Japonii.

- The Legend of Zelda: Ocarina of Time jest jedną z najcieplej przyjętych gier przez krytyków i graczy. Łączyła mechanikę dwuwymiarowych gier z tej serii z trójwymiarową oprawą graficzną z widokiem trzeciej osoby (z możliwością przełączenia do pierwszej osoby). W grze znalazły się również zadania poboczne, jak łowienie ryb czy ujeżdżanie koni.

- Gran Turismo to gra uważana za pierwszą realistyczną grę wyścigową. W grze znalazło się dużo modeli licencjonowanych aut. Najlepiej sprzedająca się gra na pierwszą konsolę PlayStation. Tej grze także przypisuje się zwiększenie świadomości o japońskich samochodach sportowych, jak Mitsubishi Evolution, Subaru Impreza WRX czy Nissan Skyline.

- Tomb Raider to gra, w której główną bohaterką była kobieca wersja Indiany Jonesa. Przypisuje się jej główne zwrócenie uwagi na przemysł gier komputerowych. Lara Croft stała się jedną z najbardziej rozpoznawalnych postaci z gier komputerowych, a na podstawie gier stworzono dwa filmy, w których rolę Lary Croft odegrała Angelina Jolie.

- GoldenEye 007 to gra, która spopularyzowała gatunek strzelanek pierwszoosobowych na konsolach. Gra łączyła elementy skradanki z grą akcji oraz dobrą animacją i fizyką obiektów.

- Metal Gear Solid wydany na PlayStation jesienią 1998. Gra zdobyła popularność dzięki dobrej fabule i wiarygodnemu dubbingowi.